# 블라디미르 레벤시테인
블라디미르 이오시포비치 레벤시테인(러시아어: Влади́мир Ио́сифович Левенште́йн IPA: [vlɐˈdʲimʲɪr ɪˈosʲɪfəvʲɪtɕ lʲɪvʲɪnˈʂtʲejn], 1935년 5월 20일 ~ 2017년 9월 6일)은 정보이론과 오류 정정 부호를 연구하는 러시아의 과학자이다. 그는 1965년에 개발한 레벤시테인 거리로 잘 알려져 있다.

## 생애
1935년 5월 20일에 태어났다. 1958년에 모스크바 대학교를 졸업하였다. 이후 켈디시 응용 수학 연구소(러시아어: Институт прикладной математики им. М.В.Келдыша)의 연구원이 되었다. 1965년에 레벤시테인 거리를 최초로 다룬 논문을 출판하였다.
2006년에 IEEE 리처드 해밍 메달(영어: IEEE Richard W. Hamming Medal)을 수상했다.

## 학력
- 1952년 ~ 1958년: 모스크바 대학교 동역학, 수학 (박사)

## 같이 보기
- 결합 도식